# Варіан Рінн
Варіан Рінн (англ. Varian Wrynn) — персонаж вигаданого всесвіту Warcraft, також відомий як Ло'Ґош «Примарний вовк». Був королем Штормовію та главою військової ради в Альянсі. Син покійного короля Ллейна Рінна. Варіан загинув в битві на Розколотих островах.
У житті Варіана було багато трагедій і конфліктів. Його батько був убитий Гаронною Напіворчихою. Дружина, Тіффін, загинула під час бунту. А через деякий час короля Варіана викрадає Братство Справедливості і чорний дракон Оніксія, яка ховалася в образі Леді Катран Престор. Незабаром,втративший пам'ять, Рінн потрапляє в рабство до ординського тренера гладіаторів в Калімдорі. На арені Варіан заробляє прізвисько «Ло'Ґош», або «Примарний вовк». За допомогою своїх товаришів, він згадав хто він такий і зміг перемогти Оніксію. Під його сміливим керівництвом, люди Штормовію привели Альянс до перемоги проти Короля-Ліча в Нортренді, і тепер прагнуть зміцнити свої стратегічні позиції проти свого багаторічного супротивника, Орди. Відомий своєю завзятістю і залізною волею, король Варіан Рінн прагнув до захисту інтересів Альянсу. Він виховував свого сина, Андуїна, як майбутнього короля. Після того як світ занурився в хаос великого катаклізму, він прийняв на себе військове керівництво Альянсу, і присягнувся створити нову долю Азерота.

## Біографія
Варіан Рінн — син короля Ллейн Рінна, народився в Королівстві Штормград і провів юність в радості і процвітанні. Але все змінилося, коли орки з'явилися з Темного Порталу і спробували знищити його батьківщину, розв'язавши першу війну між його улюбленим Королівством Штормград і Ордою.
Андуїн Лотар, Захисник Штормграда, зібрав своїх співвітчизників і війська і зробив відчайдушну спробу зупинити наступ Орди і захистити від орків короля Ллейна, Варіана і Штормград. Хоча Лотар і домігся деякого успіху в стримуванні натиску Орди, його зусилля пішли прахом, коли Гаронна Полуорчиха, спочатку ставши союзницею Штормграда, зрадила короля Ллейн за наказом Ради Тіней і вирізала його серце, принісши його Гул'дану. Варіан міг лише безпорадно дивитися на те, як вбивають його батька і як Орда проноситься по його королівству, спалюючи будинки і вирізаючи всіх, хто наважиться стати у них на шляху. Загибель батька дуже сильно вплинула на нього. Його найближчий друг, Артас Менетіл, згадував, що вперше він побачив Варіана виснаженим і обірваним, і говорив, що він «втратив все, що можна, крім власного життя».

### Похід у Лордерон
Андуїн Лотар, переконаний в тому, що відбити Штормовій неможливо, зібрав Варіана і всіх, хто залишився в місті, і повів їх до втечі. Ледве встигнувши ступити на кораблі і відплисти, вони вирушили на Північ, поки Лотар збирався з думками на борту корабля. Порадившись з Варіаном і магом Кірін Тора, Хадґаром, вони вирішили, що для того щоб зберегти людство від винищення ординцями, їм потрібно буде попередити короля Теренаса, правителя Лордерона, про небезпеку, що вже маячила на горизонті.
Після висадки в порту Південнобережжя, Лотар зібрав Принца Варіана, Хадґара і декількох лицарів і відправився в Лордерон. Після прибуття юного Варіана привітав король Теренас, що ставився до варіанов як до рівного, незважаючи на його малий вік. Король Теренас відразу ж дав йому обіцянку підтримувати його, поки його батьківщина не буде повернута, і запросив його залишатися в Лордерона стільки, скільки він забажає. Хоча спочатку перебування в королівстві, якого він ніколи раніше не бачив, викликало у Варіана деяку сором'язливість, він швидко подолав свою скромність і знайшов чудового нового друга — сина короля Теренаса, Артаса Менетіла, який був молодший за нього лише на кілька років. Незабаром після початку перебування Варіана в Лордерона, король Теренас заснував Альянс Лордерона. Під командуванням Андуїна Лотара, його верховного головнокомандувача, цей Альянс нарешті зумів покласти край пануванню Орди в ході Другої Війни. Проте, перемога дісталася дуже дорогою ціною, бо Андуїн Лотар був убитий незадовго до кінця війни, так і не доживши до звільнення його рідного Штормовію.

### Початок правління
Коли Штормовій був звільнений і мало-помалу починав перебудовуватися (завдяки Королю Теренас, який закликав Альянс допомогти коштами на відновлення міста), Варіан, будучи вже дорослим, був офіційно коронований і став королем Штормграда. Сам Король Теренас був дуже задоволений Варіаном, який виріс 
Проте, незабаром Альянс став розвалюватися, і його покинуло ельфійське королівство Кель'Талас, а також людські королівства Штромґард і Ґілнеас. Незважаючи на це, король Варіан поклявся, що не залишить короля Теренас і Альянс, як вони не залишили його у важкі часи. Саме тоді Каменярі, перебудували Штормовій, запросили оплати за їх службу Королю варіанов і Дому дворян. Проте, корумпований Будинок дворян під впливом Катран Престора, відмовив гільдії в гідній оплаті їх роботи. Король Варіан не зміг знайти рішення, бо дворянство мало занадто велику політичну силу і раз по раз перегравало його. Хоча Мулярам і видали винагороду за їхню працю, вони отримали лише частину того, що заробили, і тому Едвін ван Кліф і муляри вчинили безлади на вулицях Штормовію, вимагаючи справедливої винагороди. Повстання було небезпечним і хаотичним, і в безладді молода дружина Варіан була жорстоко вбита. Едвін ван Кліф і муляри втекли з Штормовію, поки Варіан оплакував загибель Тіффін. Він впав у жахливу депресію, але з часом повернув свою цілеспрямованість і поклявся створити для себе, свого сина і народу Штормграда нове, краще майбутнє.

### Викрадення
Коли відгомони Третьою Війни затихли, Варіан відправився в Терамор, щоб поговорити з Джайною Праудмур про відносини Альянсу і Орди. По дорозі, він був викрадений дефіасами, яким про його дипломатичну поїздку повідомив шпигун, за чутками, що жив в самому королівстві. Ходили чутки, що його відправили на острів Алькац і тримали там в полоні. Ці чутки були правдиві.
Незабаром після викрадення короля, Болвар Фордрагон був проголошений лордом-регентом Штормграда і поклявся відшукати і врятувати Варіана за всяку ціну. Леді Престора також стала королівської радницею і переконала Верховного Лорда Болвара коронувати десятирічного сина короля Варіана, Андуїна Рінна, королем Штормграда, хоча реальна влада повинна була залишитися в руках Фордрагона, поки не повернеться Варіан або не досягне віку сходження на престол Андуїн.

### Гладіатор
Варіан якимось чином зумів втекти з ув'язнення і покинути острів, хоча його порив до свободи не опинився абсолютно успішним. Ледь не потонувши і страждаючи від втрати пам'яті, він був викинутий на берег Дуротара, де і був виявлений караваном орків, веденим тренером гладіаторів Рехгаром Лють Землі. Після того, як він успішно вразив гігантського кроколіска однієї лише палицею, він був полонений враженим шаманом, звернений в рабство і зроблений гладіатором. Не відаючи, ким насправді була ця людина, Лють Землі дав своєму новому рабу жартівливе прізвисько «Наживка на кроколіска» і кинув його в клітку з двома іншими рабами-гладіаторами: Броллі Ведмежий Плащ і Валіра Сангвінар. Тієї ночі, щоб допомогти йому згадати минуле, Броллі занурив Варіана в транс, і той побачив себе дитиною посеред палаючого міста.
Прибувши в Орґріммар, Рехгар відправив трійцю в таємну збройову Багрового Кільця в Залі Легенд, де, виявивши підозріло знайомий латний пояс з головою лева, Варіан побачив ще один спогад: лисого, бородатого чоловіка, що стояв на палубі корабля під час шторму. На ньому був цей пояс, і він кликав Варіана «хлопець».
Зрештою всі троє прибули в Забуте Місто в Фераласі, де проходили гладіаторські бої. Вони вийшли переможцями з кривавої битви. Уражений тим, як віртуозно Варіан володів зброєю, натовп нарік його орчим прізвиськом «Ло'Гош», що означає «Примарний Вовк».
Після битви Рехгар взяв Ло'Гоша і Бролли в тауренське місто Громова Скеля на ритуал очищення в Заплавах Видінь. У водах заплав Ло'Гош побачив ще одне бачення: біляву жінку, мабуть, його дружину, яка тримала немовляти і говорила Варіану, що його народ і його син потребують його. На жаль, його бачення було перервано печерними елементалями,яких він потім убив. Проте, дізнавшись більше про своє минуле, він вирішив тікати від Рехгара, як тільки випаде нагода.
На знак подяки за перемогу над печерним елементалями, Броллі і Ло'Ґоша запросили до намету Гамуула Рунного Тотема, старійшини-друїда. Він розповів Варіану легенду про справжнього Ло'Гоша — великого білого вовка, відомому за його лють в битві, якому під час першого вторгнення Легіону в Азерот було вже десять тисяч років. Згідно архідруіду, легенда про вовка передавалася по всьому Азероту троллями, гоблінами та дворфами, і у них у всіх були свої версії цієї історії. У кожній історія, незламна воля Ло'Гоша і його нездоланна лють допомагали йому прорватися крізь кордони смерті, щоб допомогти своєму народу. Потім Хамуул дав Ло'Гошу перо, яке Броллі тут же визначив як перо гиппогрифа. Нічний Ельф використовував його, щоб закликати Острокогтя з ясеневих лісу, і негайно вирвався на свободу разом з Ло'Гошем. Броллі і Ло'Гош врешті-решт досягли Кенарійского анклаву в Дарнасі, і були покликані пообідати з Тірандою Шелествітер. Тіранда відправила їх обох в Терамор, де Джайна Праудмур змогла б допомогти повернути Ло'Ґошу пам'ять.
Коли вони прибули в Терамор, Джайна присягнулася Ло'Гошу розкрити його таємницю і покликала на допомогу керуючу двором Егвінн. Прорвавшись крізь темну ауру, бачення відкрили вогонь, подорож, народження сина, загибель дружини — і нову темряву. Незважаючи на те, що Джайна і Егвінн натрапили на невидиму стіну, не дозволившу їм проникнути глибше в його пам'ять, вони змогли підтвердити, що він прямував в Терамор, і що він насправді був Варіаном Рінном, втраченим королем Штормграда.
Оскільки Варіан явно став жертвою темної магії, Джайна приготувала один з її власних кораблів, щоб відвести Варіан в Штормград, де, як вона сподівалася, він зможе знайти своїх ворогів. Дізнавшись, що дружина його мертва, Варіан побажав повернутися в Штормград і знову побачитися з сином, хоча Егвінн і порадила йому бути обережним, оскільки будь-які поспішні дії могли бути небезпечні для Андуїна. На причалі Броллі і Варіан знову зустріли Валіру і приготувалися відправитися в Штормград.

### Одкровення
Поки Варіан, Броллі і Валіра пливли на «хвилерізі» — особистому судні Джайни Праудмур — Варіан розмірковував над одкровеннями, про які розповіла йому Джайна. Хоча він і виявився одним з правителів Альянсу, він не був упевнений, чи хотів би він і справді продовжувати бути Варіаном Рінном — будь у нього вибір, він би залишився Ло'Гошем, простим гладіатором. Голову Варіан почали наповнювати сумніву, а корабель наближався до гавані Менетілів.
Під час нападу наг на море, Варіан знову зумів поглянути в свою втрачену пам'ять — згадавши, як дефіаси викрали його, коли він подорожував з посольством в Терамор, наг, які напали на нього на острові Альказ за викуп, похорон його коханої дружини Тіффін і день власної коронації. Майже вся пам'ять Варіан повернулася, крім деяких важливих частин, пов'язаних з його викраденням.
Радісні натовпи підданих Штормграда вийшли на вулиці, влаштувавши грандіозну церемонію зустрічі повернення додому короля. Проте, Варіан був неосвіченим, вітряним і явно був небайдужий до Катрани Престор. Народу Штормграда сказали лише, що дефіаси відпустили короля за викуп, для оплати якого був введений новий, непосильний податок. Після повернення, проте, Варіан, здавалося, турбувало лише те, як би витратити побільше народних грошей, тоді як державні справи залишалися осторонь. Андуїн Рінн дуже переживав через те, як змінився його батько.
Приблизно в цей же час в гавані Менетілів з'явилися Ло'Гош, Броллі і Валіра. Там ця група по чистій випадковості зустрілася з п'яницею, який втік, усвідомивши, що Варіан все ще живий. Варіан та його соратники побігли за ним, щоб «поговорити». Людина побіг до шинку, повного членів братства Дефіаса, які спробували знову полонити Варіана. Під час бою Варіан зустрів Таргаса Анвілмара — емісара Магні Бронзоборода, брат якого, Хьяльмар Анвілмар, колись навчав короля. Хоча п'яниця і втік, Варіан знайшов мага-дефіаса, якого і допитав. Хоча маг не відкрив, хто хотів загибелі Варіана, він сказав, що ця людина заплатила штормградской монетою. Маг насміхався над Варіаном, заявляючи, що його сина вб'ють. Потім троє гладіаторів і Таргас продовжили свій шлях в Штормград.
Кілька днів по тому король Магні Бронзобород перебував з візитом в місті Штормград і обговорював плани війни проти орків і дворфів Темного Заліза з королем «Варіаном» і Болваром Фордрагоном. Проте, Варіан Рінн не хотів посилати війська на допомогу дворфам проти Темного Заліза. Король Магні був розчарований і пішов геть, але по дорозі до метро зустрів юного принца Андуїна Рінна, який повідав королю дворфів, що він теж щось підозрював щодо свого «батька».
Деякий час по тому, коли Андуїн тренувався з «батьком» у стрільбі з лука і запитав його, як його викрали дефіаси, і поцікавився, як він потрапив в руки наг за викуп, на що батько відповів, що минуле його було як чистий аркуш, і що він не міг згадати ніяких подій.
Прибувши в Стальгорн, Ло'Гош дізнався від короля Магні, що багато з того, що сталося — не простий збіг, і що хтось таємно керував подіями, знаючи про важливе значення Варіана для Альянсу. Магні вже заручився підтримкою Болвара Фордрагона і маршала Віндзора через юного Андуїна, який підозрював, що Варіан, який перебував в Штормград — самозванець. Варіан, який роками вивчав з Віндзором бій на мечах, глибоко шанував його як друга і союзника. Незабаром після того, як Маршал Віндзор почав розслідування, він прийшов до висновку, що самозваний Варіан міг бути не тільки самозванцем, а й драконом.
У продовженні розмови за Варіаном і Магні потай слідував бородатий чоловік. Валіра відчула, що хтось маніпулює з енергією аркани і побачила, як людина створює кинджал з наміром вбити Варіана. Валіра швидко скрутила людину, але той перетворився на чорного дракона і полетів.
За стінами Штормграда Андуїн, Варіан, Болвар і леді Престора їхали на конях по сільській місцевості, і Андуїн намагався переконати батька прислухатися до проблем Штормграда, але, перш ніж він зумів пояснити свою думку, якийсь невідомий нападник сполохав його коня, через що Андуїн не зміг ним керувати і випав з сідла. Варіан швидко зловив Андуїна, і коли він доторкнувся до нього, його мозок занурився в бачення, як дефіаси тягнуть його, без свідомості, розтягують на землі і малюють навколо нього коло з рун, навколо якого стоять фігури в робах і творять темне чаклунство, як його переслідують голі на острові Алькац, і як він, врешті-решт, стрибає зі скелі, намагаючись схопитися за гілки, до яких трохи не може дотягнутися.
Андуїн, обнявши батька, позбувся будь-яких сумнівів, що він — самозванець. Варіан став розповідати Болварі і Леді Престора про його видіннях, поки Леді Престора не доторкнулася до нього і не помітила, як вона вражена його благородством. Болвар висловив підозру, що Варіан поруч з нею стає ніби одурманеним, втрачає свою четь і повагу до оточуючих і сильніше бажає розкрити таємницю викрадення , знаючи, що це призведе до біди.За допомогою магії Болвар дав знати королю Магні, що, згідно зі звітом Віндзора, він вже був близький до того, щоб дізнатися, ким був дракон-самозванець, але був захоплений дворфами Темного Заліза і поміщений в Глибини Чорної Скелі. Варіан та його соратники вскочили на скакунів, поскакали до глибини Чорної Скелі і врятували Віндзора, який відкрив Варіанові те, що він виявив під час свого розслідування.

### Повернення короля
Пройшовши через ворота Штормграда, Ло'Гош і його друзі були зупинені Генералом Маркусом Джонатаном за прямим наказом Катрани Престор, яка повеліла негайно заарештувати їх і стратити як зрадників. Віндзор зумів переконати Маркуса в своїй вірності Штормград, оскільки раніше вони разом служили під командуванням Тураліона.
Катрана Престора спішно зібрала солдатів, але лже-Варіан сказав їй, що вона перевищує свої повноваження і не має права наказувати Штормград. Увійшовши в Фортеця Штормграда, Ло'Гош оголосив, що маскарад Катран завершений і назвав її справжнім ім'ям — Оніксія.
Коли Онікс постала у своїй драконячої формі і перетворила багатьох вартових в драконячі кодла, Варіан і його союзники вступили в битву у Великому Залі Штормградской Фортеці. Прибуття Верховного Лорда Болвара Фордрагона разом з Андуїном сильно допомогло їм у захисті фортеці, але через мить  Реджинальд Віндзор був убитий Оніксією.
Ло'Гош схопився зі своїм двійником, звинувативши його в тому, що той погрожував стабільності королівства, і що через його дій Альянс мало не втратив міст Тандол, на що двійник відповів, що він уже починав пригнічувати чари дракона і повертати контроль над власними діями. Андуїн, здивований видовищем двох Варіанів, закликав їх перестати боротися і зустріти справжню загрозу, мати зграї Оніксію. Велика дракониця схопила Андуїна і полетіла в своє лігво, кидаючи виклик Варіанам.Варіани, знову об'єдналися з друзями, були глибоко засмучені втратою сина і передрікли, що остання битва закінчиться в лігві Оніксії.
Коли Штормград повернувся в розпорядження Болвара, старий друг Варіан почав відчувати, що, хоча Штормградом і керували двоє Варіанів, особистості їх були повними протилежностями. Ло'Гош палав непереборним бажанням знайти сина і демонстрував неймовірну волю, командуючи військами, тоді як інший Варіан залишався спокійним, пасивним і чарівним, навіть скинувши вплив Оніксії.
Прибувши в Терамор, вони всі зустрілися з Джайною і вона сказала їм, що виявила ту темну магію, що була використана проти них, в старовинній книзі заклинань. Джайна припустила, що Оніксія отримала великий вплив на Варіана після загибелі його дружини, але час від часу втрачала контроль, поки росла прихильність Варіана до Андуїна, і тому спробувала повернути контроль, використавши заклинання, яке не вбило б Варіана, але видалило б і знищило б його совість, волю і відповідальність.

### Двоє Варіанів
Джайна сплела чари навколо двох Варіанів, і вони згадали останній епізод їх викрадення: прив'язаний до землі на Острові Алкац, Варіан оточений фігурами в балахонах, які творять темну магію, що викликає нестерпний біль, і він судорожно намагається звільнитися. У сліпучої спалаху світла він прокидається і виявляє себе поруч двійника. Оніксія скидає личину, щоб вбити Варіана з сильною волею, але її перериває прибуття моргали Дарксквол і її наг. Фігури в балахонах і Оніксія перетворюються в драконівських монстрів і борються з нагами, а Варіан з сильною волею виривається і починає битися. Він намагається звільнити іншого Варіана і просить його відшукати собі зброю, але виявляє, що інший Варіан занадто наляканий, щоб тримати зброю.
Інший Варіан падає з пагорба в океан і потрапляє в полон до наг. Варіан залишається один, бореться і хитрістю змушує Оніксію повірити, що вона вбила його. Задоволена, Оніка видаляється, поки не з'явилися нові наги. Кліпала намагається полонити Варіана, але він біжить на іншу сторону острова і стрибає в океан, знаючи, що за ним ніхто не піде, бо в цій частині океану багато кам'янистих мілин. Проте, його втеча не вдалася, так як він не зміг боротися з сильним припливом і був викинутий на берег Дуротара.
Незабаром в башті Джайни обидва Варіана приходять до вражаючого висновку, що вони — один і той же чоловік і в той же час кожен — лише половина того, чим повинен бути. Джайна пояснює що, хоча закляття Оніксії і розділило їх, вони обидва могли протистояти йому і повернути свою справжню сутність, навіть і живучи в вигляді окремих істот.
Один з Варіанів став Ло'Гошем, гладіатором-чемпіоном з Багрового Кільця, і бився, щоб повернути свою пам'ять і те, що належало йому по праву народження. Інший Варіан був відпущений за викуп і повернений в Штормград, після чого повністю підкорився чарам Оніксії. Хоча і позбавлений волі, він все ж став знову вільним. За мить, Джайна відкрила їм два древніх ельфійських меча, Шалла'Тор Раздиратель Тіні і Еллемейн Руйнівний. Отримавши свої нові клинки, обидва Варіани проголосили, що Оніксію нарешті наздожене відплата.

### Кінець прокляття
Очоливши атаку на Оніксію, обидва Варіани зустрілися з нею в бою. Герої кинули зброю і магію на її численну армію, і обидві сторони були рішуче налаштовані на перемогу. Оніксія наклала на Броллі закляття страху і вдарила хвостом Джайну, вивівши їх з бою, оскільки була роздратована їх постійними заклинаннями.
У відчаї намагаючись покінчити з ворогами, Оніксія починає вимовляти закляття, яке вона використовувала на Острові Алказ для вбивства Ло'Гоша, але двійник Ло'Гоша закрив його собою, сказавши, що повинен загинути, бо Ло'Гош — втілення істинного Варіана.
Аби не допустити жертви свого двійника, Ло'Гош стрибнув на нього, намагаючись врятувати. Закляття, в радіус якого потрапляють обидва Варіани,злило їх і через безмовну секунду з'явився єдиний Варіан.
Заявивши, що він нарешті відновився, Оніксія спробувала спопелити його, але Варіан швидко досяг голови Оніксії і насадив її на свої ельфійські клинки. Після загибелі Оніксії Варіан знову знайшов сина, і сказав йому і своїм друзям, що їх довгі і благородні діяння будуть винагороджені і Штормград відродиться з новою надією на майбутнє.

### Смерть
У доповненні World of Warcraft: Legion, Варіан вмирає і його місце правителя Штормграда займає його син, Андуїн Рінн.

## Особистість
Король Варіан — правитель з відданою любов'ю до своїх людей та  сина Андуїна. Він охоче віддасть своє життя, щоб врятувати своїх людей. Він керується древніми принципами, котрі мало кому сьогодні зрозумілі — кодекс поведінки, який вимагав чогось більшого від своїх лідерів. Він вірить в принципи правди, честі, справедливості та обов'язку. Хоча події його життя залишили йому сильну недовіру до Орди, він продемонстрував готовність вибачитися й приняти мир. До того, як він був викрадений Дефіасом, він був на шляху до мирного саміту з Траллом.

## Цікавинки
- Варіан народився за 10 років до відкриття Темного Порталу. Це означає те, що йому було 40 років на момент історії Туманів Пандарії.
- Раніше Варіана звали Варіен, як було записано в Warcraft II: Beyond the Dark Portal. Варіен змінили на Варіан в Warcraft III. Через заміщення літери "е" на букву "а", можна припустити, що Король Варіан Рінн названий на честь його бабусі Королеви Варіі.
- Король Варіан Рінн є одним з декількох расових лідерів, які мають свою унікальну ігрову модель.Його модель подібна до Сільвани,  їх базові моделі та анімації ідентичні ельфу людини і крові відповідно, але у них є унікальні функції, недоступні для гравців, серед яких унікальні зачіски, броні та особові риси.
- Срібну монету Короля Варіана Рінна можна виловити в фонтані Даларана.